# Resor Island
Resor Island är en ö i Kanada.   Den ligger i territoriet Nunavut, i den östra delen av landet, 2 000 km norr om huvudstaden Ottawa. Arean är 15,0 kvadratkilometer.
Terrängen på Resor Island är platt. Öns högsta punkt är 180 meter över havet. Den sträcker sig 9,1 kilometer i nord-sydlig riktning, och 6,0 kilometer i öst-västlig riktning.
Trakten runt Resor Island är nära nog obefolkad, med mindre än två invånare per kvadratkilometer.